# Carola Sorg
Pour les articles homonymes, voir Sorg.
Marie-Antoinette Caroline Sorg (1833-1923) est une peintre française issue d'une famille profondément croyante. Elle signe ses œuvres religieuses sous le nom de « Carola Sorg ». Elle a appris son métier avec son frère Aloïse-Barnabé-Louis Sorg (1823-1863) et son père Marie-Louis-Joseph Sorg (9 octobre 1791 à Mutzig - 25 mai 1870 à Strasbourg).

## Œuvres

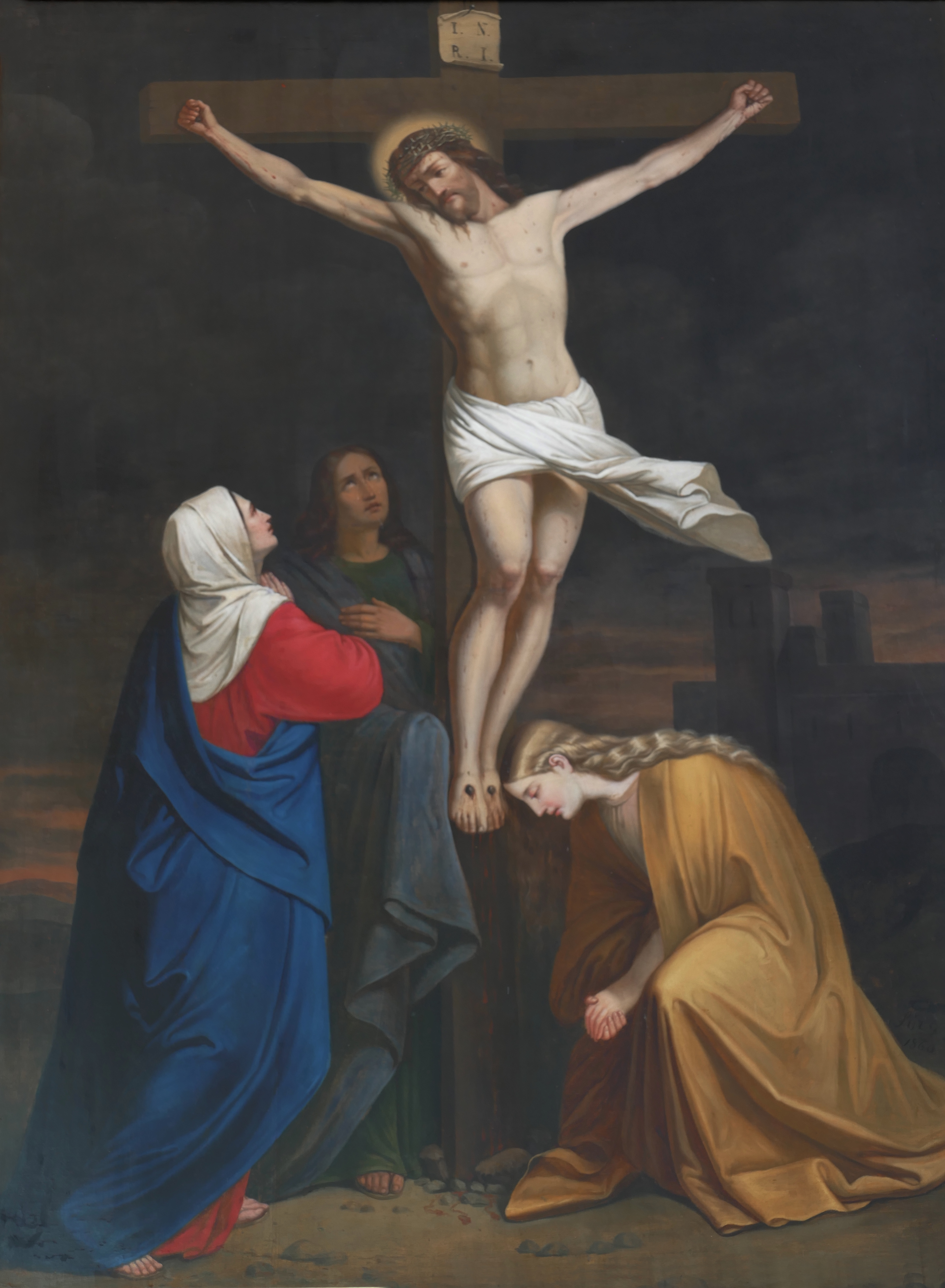
Stabat Mater Dolorosa de Carola Sorg (1860), église Saint-Martin de Wilwisheim, Bas-Rhin.

De nombreuses églises alsaciennes possèdent des tableaux ou peintures murales de cette famille d'artistes. Ainsi :
- Saint Bernard et de saint Bonaventure au Grand Séminaire de Strasbourg (1863)
- L'Immaculée conception à l'église Saint-Pierre-le-Vieux de Strasbourg (catholique)
- Saint Martin, panneau de 1859 du maître-autel dans l'église de Berstheim
- Saint Martin, peinture murale de 1864 à l'église de Wilwisheim
- Le Couronnement de la Vierge, peinture murale de 1860 à l'église de Wilwisheim
- Le Chemin de croix de l'église de Wilwisheim
- Panneaux d'autel (1833) de l'église de Batzendorf
- Panneaux des autels latéraux (1824) de l'église de Lipsheim
- Un panneau du maître-autel (1859) de l'église de Wittersheim
- Saint Nicolas, huile sur toile du maître-autel à Gingsheim (1897)
- Sainte Marguerite, tableau au presbytère de Fessenheim-le-Bas
- La rencontre du Christ et de Saint Jean-Baptiste; dans l'église de Illkirch-Graffenstaden
- L'Annonciation, huile sur toile de l'autel latéral à l'église de Kogenheim
- Fresques et toiles de scènes bibliques dans l'église de Sermersheim
- Peinture d'un saint Auxiliaire dans l'église de Sand
- Tableau (daté de 1871) d'un prêtre montrant la croix à des adultes et à des enfants dans l'église d'Ingersheim
- Chemin de croix (daté de 1829) initialement dans l'église d'Ingersheim jusqu'en 1945 puis depuis 1999 dans l'église catholique de Lichtenberg. Cette œuvre de Marie-Louis Sorg fut restaurée grâce au Freiherr Nikolaus von Gayling.
- Sainte-Cène (1890) à l'église de Magstatt-le-Bas
- Saint Étienne, huile sur toile, 1892, maître-autel à l'église de Châtenois-les-Forges
- Cycle de 28 toiles représentant des scènes de l’Ancien Testament et de la Vie du Christ, nef de l'église Saint-Martin d'Erstein (1867)[2]
- Les Sept Sacrements et les communions de Louis de Gonzague et de saint Louis dans le chœur de l'église Saint Aloyse à Neudorf .